# Les Salces
Les Salces (okzitanisch: Las Salças) ist eine südfranzösische Gemeinde mit 90 Einwohnern (Stand: 1. Januar 2022) im Département Lozère in der Region Okzitanien. Die Gemeinde gehört zum Arrondissement Mende und zum Kanton Peyre en Aubrac. Die Einwohner werden Salcéens genannt.

## Lage
Les Salces liegt im Gebiet der Causse de Sauveterre im südlichen Zentralmassiv in den Cevennen in der historischen Landschaft des Gevaudan. Das Gemeindegebiet gehört zum Regionalen Naturpark Aubrac. Umgeben wird Les Salces von den Nachbargemeinden Marchastel im Norden, Saint-Laurent-de-Muret im Osten und Nordosten, Chirac im Osten und Südosten, Bourgs sur Colagne im Südosten, Saint-Germain-du-Teil im Süden und Südosten, Les Hermaux im Süden, Trélans im Westen und Südwesten, Saint Geniez d’Olt et d’Aubrac mit Aurelle-Verlac im Westen sowie Nasbinals im Nordwesten.

## Bevölkerungsentwicklung
| Jahr                       | 1962 | 1968 | 1975 | 1982 | 1990 | 1999 | 2006 | 2018 |
| Einwohner                  | 196  | 184  | 152  | 106  | 89   | 82   | 91   | 99   |
| Quellen: Cassini und INSEE |      |      |      |      |      |      |      |      |